# 김희호
김희호(金熙虎, 1981년 6월 26일 ~ 2021년 7월 7일)는 대한민국의 전 축구 지도자로 사간 도스, 서울 이랜드, 부산 아이파크, 성남 FC, 쇼난 벨마레 등에서 코치를 역임했다.

## 선수 시절
서울체육고등학교, 인천대학교 시절까지 축구 선수 생활을 했고 특히 2000년 드래프트에서 울산 현대에 고교 우선 지명을 받고 인천대학교에 진학했으나 인천대 시절 입은 심각한 부상으로 선수 생활을 마무리해야만 했다.

## 은퇴 이후
선수 생활을 정리한 후 영국으로 축구 유학을 떠나 유학 생활 기간 동안 카디프 대학교에서 공부하며 웨일스 2부 리그에서 선수로 뛰기도 했다.
축구 관련 과정들을 모두 수료한 뒤 영국 내에서 스포츠 분야로 유명한 카디프 메트로폴리탄 대학교에서 지도자 과학 석사 과정을 이수하며 체벌을 주제로 한 논문으로 석사 학위를 취득했다.
그 뒤 UEFA B 라이센스 코치 자격증을 수료한 후 2009년 귀국하여 대한축구협회에서 통역사로 활동하다가 같은 해 윤정환 당시 사간 도스 감독의 부름으로 사간 도스의 코치로 자리를 옮겨 사간 도스의 J리그 디비전 2 2011 준우승 및 차기 시즌 1부 리그 승격, 2번의 1부 리그 5위(2012, 2014)의 성적을 이끌었고 2013년에는 창단 첫 천황배 4강 진출을 이끄는 등 사간 도스를 J1리그 내에서 경쟁력 있는 팀으로 성장시켰다.
2015 시즌에는 K리그2 서울 이랜드의 수석 코치로 마틴 레니 감독을 보좌하며 창단 첫 해인 2015년 K리그2에서 팀을 준플레이오프에 진출시켰고 2016 시즌에는 부산 아이파크의 수석 코치를 맡았으며 2017 시즌에는 성남 FC의 코치를 역임했다.
그리고 다시 일본으로 건너가 2018년 J1리그의 쇼난 벨마레의 코치를 맡아 팀의 J리그컵 창단 첫 우승을 이끌었고 2019년에는 사간 도스의 코치를 역임한 뒤 2020년 정정용 감독의 부름을 받아 서울 이랜드의 코치로 5년만에 복귀했지만 이듬해인 2021년 7월 7일 시즌 도중 향년 40세의 젊은 나이에 돌연 의문사했다.

## 사망 이후
갑작스런 의문사 이후 공오균 전 인도네시아 축구 국가대표팀 수석 코치가 남은 2021 시즌 동안 서울 이랜드의 코치로 팀을 이끌었고 이에 앞서 7월 19일에는 김천 상무와의 2021년 K리그2 21라운드 홈 경기 킥오프 직전 서울 이랜드 선수단 전원이 김희호 코치의 얼굴이 새겨진 티셔츠를 입고 추모하는 시간을 가졌다.

## 여담
영국에서 지도자 연수를 받았던 시절 라이언 긱스 솔퍼드 시티 공동 구단주, 올레 군나르 솔셰르 전 맨체스터 유나이티드 감독, 로베르토 디 마테오 전 전북 현대 모터스 기술 고문, 구스타보 포예트 전 그리스 축구 국가대표팀 감독 등과 함께 지도자 교육을 받은 것으로 알려져 있다.

## 수상

### 클럽 (지도자)
사간 도스
- J2리그 : 준우승 (2011)
- 천황배 : 4강 (2013)

 쇼난 벨마레
- J리그컵 : 우승 (2018)

서울 이랜드
- K리그2 : 4위 (2015)

## 학력
- 카디프 메트로폴리탄 대학교
- 인천대학교
- 서울체육고등학교
- 용강중학교 (서울)

## 지도자 이력
- 사간 도스 (2009 ~ 2014, 2019)
- 서울 이랜드 (2015, 2020 ~ 2021)
- 부산 아이파크 (2016)
- 성남 FC (2017)
- 쇼난 벨마레 (2018)